# Prendi la fortuna per la coda/Aria di festa
 Prendi la fortuna per la coda/Aria di festa è un singolo di Pippo Franco con la partecipazione di Laura Troschel pubblicato dalla Lupus nel 1980.

## Prendi la fortuna per la coda
Dopo la prima edizione di Fantastico, programma del sabato sera che aveva riportato la Lotteria Italia in prima serata, si pensò di affidare il varietà alla coppia Pippo Franco/Laura Troschel, all'epoca uniti anche nella vita privata, denominando il programma Scacco matto.
Oltre alla sigla ufficiale del programma, Scacco matto, interpretata dalla Troschel, venne pubblicata anche la sigla finale, scritta da Mario Castellacci e Pier Francesco Pingitore, registi della trasmissione, su musica e arrangiamenti di Vito Tommaso.

## Aria di festa
Aria di festa è la canzone pubblicata sul lato B del singolo, scritta dal solo Pippo Franco, su arrangiamenti di Adelmo Musso.

## Edizioni
Il singolo fu pubblicato in Italia con numero di catalogo LUN 4912 su etichetta Lupus, distribuito dalla Dischi Ricordi. 